# Valuros
Els valuros, o baluros, eren una comunitat de sacerdots, curanders i fetillers de creences precristianes, originaris de la Terra Chá. Van realitzar les seves tasques fins a èpoques recents a la zona de la llacuna de Santa Cristina, a Cospeito, malgrat es desplacessin també arreu de Galícia.

## Etimologia
El terme ofereix certs problemes per que fa a la seva grafia, ja que no existeix cap diccionari actual que reculli aquesta entrada. Només el Diccionario gallego-castellano d'Eladio Rodríguez González (1958-1961) recull el terme baluro i el defineix com a "bruixot, fetiller que també exercia de metge, sacerdot,  milagrero i profeta; i valuro-a com a usurer, que presta amb usura. Als habitants de Terra Chá, coneguts amb el gentilici chairegos, també se'ls anomena valuros.
Hi ha també la teoria que valuro, amb "v", provindria del llatí vallis (vall) i urus (toro salvatge).

## Identificació geogràfica
La terra dels valuros cal situar-la a la Terra Chá. Vicente Risco diu que la Terra de Valura abarcaria des de la parròquia de Xermar fins a la de Ribeiras de Lea, i des de Castro de Rei fins a la parròquia de Pino. Recollint l'opinió d'altres autors, cita a Manuel Murguía qui, desmuntant la teoria de Boán que definia els valuros com a antics adoradors del déu Baal, era de l'opinió que aquesta comunitat de cultes precristians serien aquells que viurien a prop de les muntanyes Valuras.
Han perviscut algunes referències als valduros en la toponímia actual. Existeix una Casa da Valura a Trabada on hi va viure una persona originària de la Terra Chá; aquesta casa es troba deshabitada avui en dia però els seus descendents encara són coneguts amb el malnom de valuros. A Mondoñedo, al final del camí que va de la parròquia d'Os Remedios fins al Mosteiro dos Picos existeix una casa encara habitada avui coneguda també com la Casa da Valura. A la ciutat de Lugo hi ha un carrer do Baluro i a la riba del Miño un caneiro do Baluro.

## Història

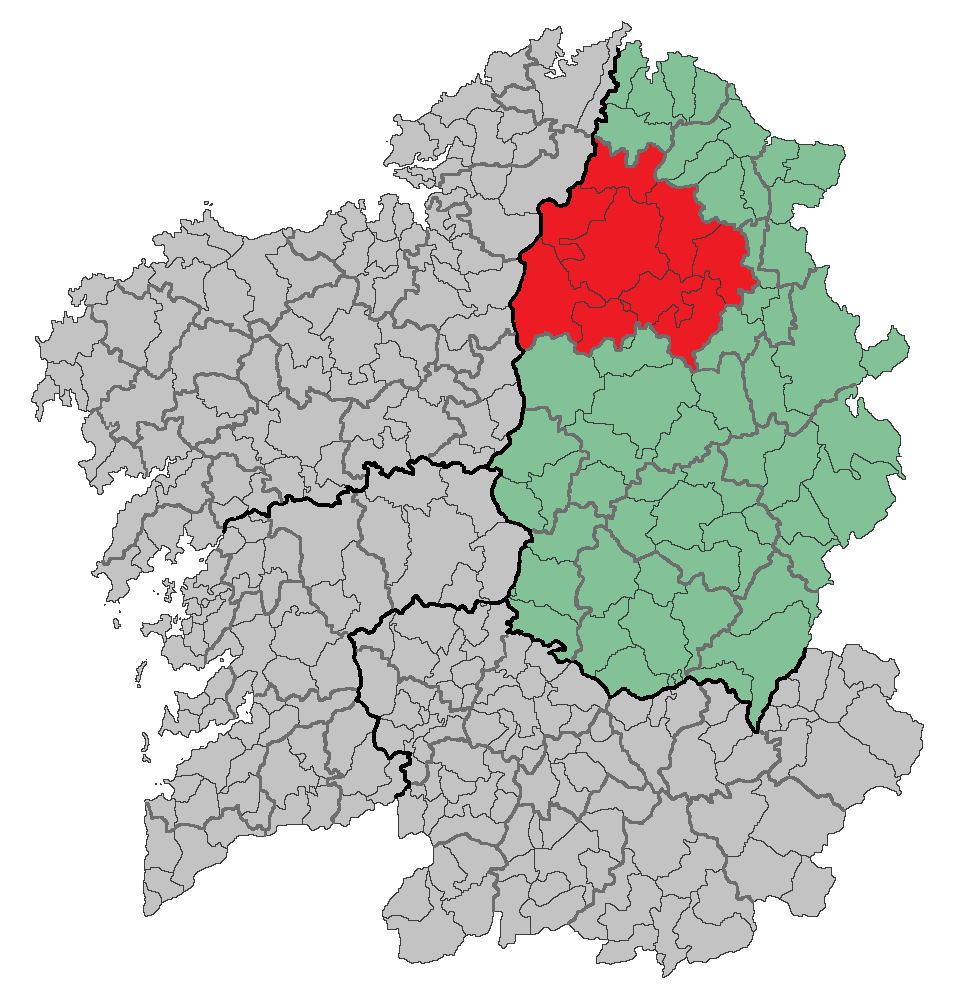
Regió d'A Terra Chá.

Els historiadors del segle XVII Juan Fernández de Boán i Felipe de la Gándara van relacionar aquesta comunitat amb el déu Baal, del qui en seguirien les doctrines. Tot i així, avui en dia cap investigador dona credibilitat a aquesta teoria.
El que sembla evident és que se'ls considerava una comunitat maleïda i perseguida per la religió cristiana a causa del seu lligam amb una altra religió encestral que avui en dia desconeixem. Els valuros no acceptaven el cristianisme que havia pentrat a la Terra Chá i el veuran com quelcom d'aliè que, a més, els perseguirà i se'ls hi voldrà imposar.
El 1665 el bisbe de Tui Juan de Villamar cita els valuros al paràgraf 12 de les Constituciones amb aquests termes:
| « | Desitjant vivament prevenir els gravíssims danys que a les ànimes senzilles ocasionen els pidolaires que la pleballa anomena Baluros, ja sigui amb predicació de miracles, revelacions, profecies, promeses i indulgències fingides, oracions i exsorcismes supersticiosos, ja sigui amb engany, amenaça i descomunions banals que fulminen per a atemorir als rústics i treure'ls els seus diners i joies, manem... | » |

Durant el segle xviii els bisbats d'Ourense, Tui i Mondoñedo van condemnar les seves pràctiques i abusos com a usurpadors de les funcions i beneficis propis del clergat. Així, el 1750 el bisbe de Mondoñeda va redactar cartes pastorals contra ells